# Andrónico de Rodas
Andrónico de Rodas (Ἀνδρόνικος) (siglo I a. C.) fue un filósofo griego. Dirigió la escuela peripatética desde el año 78 a. C. al 47 a. C., contándose como el undécimo sucesor de Aristóteles en dicha dirección. A partir de una cuidadosa selección de originales por parte del gramático y bibliotecario Tiranión, realizó la primera edición crítica completa de las obras del estagirita, ordenándolas en un esquema rígido y sistemático que corresponde aproximadamente al orden actual.

## Datos biográficos
No existe total consenso acerca del lugar y fecha de nacimiento de Andrónico; sin embargo, hay cierto acuerdo en que su trabajo se desarrolló a mediados del siglo I a. C.. A través de una referencia en la Geografía de Estrabón (14.2.13) se determina tradicionalmente su origen rodiota. Estrabón lo considera a Andrónico entre las personas célebres de aquella isla y es mencionado como «uno de los peripatéticos».
El filósofo Amonio, es la fuente clásica que establece el listado de los líderes de la escuela peripatética tras la muerte de Aristóteles, en el que coloca a Andrónico en decimoprimer lugar en la sucesión del Liceo, dirigiendo entre el año 78 y el 47 a. C.

### Compilador y comentador de Aristóteles
De las narraciones de Estrabón y Plutarco se conoce como fue que Andrónico se allegó de las obras de Aristóteles que luego ordenaría: a la muerte del filósofo de Estagira su biblioteca fue heredada a su discípulo y sucesor inmediato en el Liceo, Teofrasto; este, a su vez, heredó toda su colección, incluyendo las obras de su maestro, a Neleo quien la mudó a Escepsis, en la región de Tróade, hacia el siglo II a. C. Los herederos de Neleo resguardaron los libros y los escondieron bajo tierra cuando se enteraron de que el rey Eumenes II buscaba las obras de Aristóteles para incluirlas en la biblioteca de Pérgamo. Este precario almacenamiento generó que porciones de los textos se perdieran. Hacia finales del siglo II a. C., posteriores descendientes de la familia de Neleo, vendieron los libros al rico bibliófilo Apelicón de Teos quien intentó solventar las omisiones del texto perdidos por la putrefacción que generó el tiempo que duraron escondidos, sin embargo, lo hizo deficientemente publicando una nueva edición con bastantes errores. Unos cuantos años después de la muerte de Apelicón, con la toma de Atenas por Sila en el 86 a. C., los libros de Teofrasto y Aristóteles son llevados a Roma.
En Roma, Tiranio el gramático, logró tener acceso a la biblioteca, logrando copias de la misma. Es Tiranio quien entrega una copia de las obras de Aristóteles a Andrónico de Rodas quien publicó una edición y el catálogo de obras (pinakes), que se volvió canónico y que revivió el interés por el trabajo de la filosofía aristotélica.
Como introducción a su edición, Andrónico escribió un volumen que contenía el testamento de Aristóteles y, tal vez, su biografía. Elaboró además el catálogo de todos los escritos aristotélicos. A él se debe la famosa división entre escritos exotéricos y esotéricos, con la consiguiente leyenda de la doble doctrina, y también el nombre de los libros de Metafísica: los que van después de la Física. También hizo la edición crítica de Teofrasto.

## Génesis circunstancial de la palabra metafísica
Cuando la obra de Aristóteles cayó en manos de Andrónico, este encontró una serie de escritos acerca de una  "próte philosophía" o filosofía primera que carecían de título explícito. Andrónico les dio el título de metafísica, tá metá ta physiká (literalmente, las que están después de las [cosas] físicas) por ser el libro de partida de los ocho libros de Física.